# Chlorophoneus nigrifrons
El bubú frentinegro (Chlorophoneus nigrifrons) es una especie de ave paseriforme de la familia Malaconotidae que habita en los bosques del sur y este de África. Forma una superespecie con el bubú multicolor (Chlorophoneus multicolor) y anteriormente se consideró a esta última subespecie del bubú frentinegro.

## Descripción
Mide unos 18 cm de largo. Su aspecto es variable y existen varios morfismos de diferentes colores. Todas las aves poseen sus partes inferiores verdes, siendo gris su corona y parte superior de la espalda, el extremo de la cola es amarillo y el pico y patas son negras. El morfismo anaranjado posee una máscara negra y partes inferiores anaranjadas, virando a un tono amarillo bajo la cola. El morfismo rojo es similar pero es rojiza su garganta y pecho con tonos de amarillo en el vientre y cuberteras en la cola. El morfismo negro posee cara, frente, garganta y pecho  completamente negros, y su viente y cuberteras en la cola verdes. Las hembras poseen tonos más apagados que el de los machos con menos negro en la frente. El canto incluye tonos repetidosque se asemejan al tañido de una campana, las parejas a menudo cantan juntas

## Distribución y hábitat
Si distribución es segmentada y se limita en muchas zonas a los montes montanos. Se alimenta en la fronda y niveles intermedios del bosque y fuera de la época de reproducción  para alimentarse se incorpora a bandas mixtas con otras especies de aves. Existen tres subespecies: T. n. nigrifrons que habita en el centro de Kenia hacia el sur desde  Tanzania hasta el norte de Malawi. T. n. manningi habita en el sector sureste de la República Democrática del Congo hasta el norte de Zambia. T. n. sandgroundi habita en el sur de Malawi, Mozambique, este de Zimbabue y noreste de Sudáfrica.